# Auxotricha ochrogypsa
Auxotricha ochrogypsa är en fjärilsart som beskrevs av Edward Meyrick 1931. Auxotricha ochrogypsa ingår i släktet Auxotricha och familjen plattmalar. Inga underarter finns listade i Catalogue of Life.